# Union Sportive de la Médina d'Alger
La Union Sportive de la Médina d'Alger (USM Alger) (àrab: الإتحاد الرياضي لمدينة الجزائر, al-Ittiḥād ar-Riyāḍī li-Madīna al-Jazāʾir, ‘Unió Esportiva de la Ciutat d'Alger’) és un Club de futbol algerià de la ciutat d'Alger.
Va ser fundat el 1937 i s'anomenà originàriament Union Sportive des Kabyles d'Alger. Vesteix de vermell i negre.

## Palmarès
- Lliga algeriana de futbol:[2]
  - 1963, 1996, 2002, 2003, 2005, 2014, 2016, 2019
- Copa algeriana de futbol:[3]
  - 1981, 1988, 1997, 1999, 2001, 2003, 2004, 2013

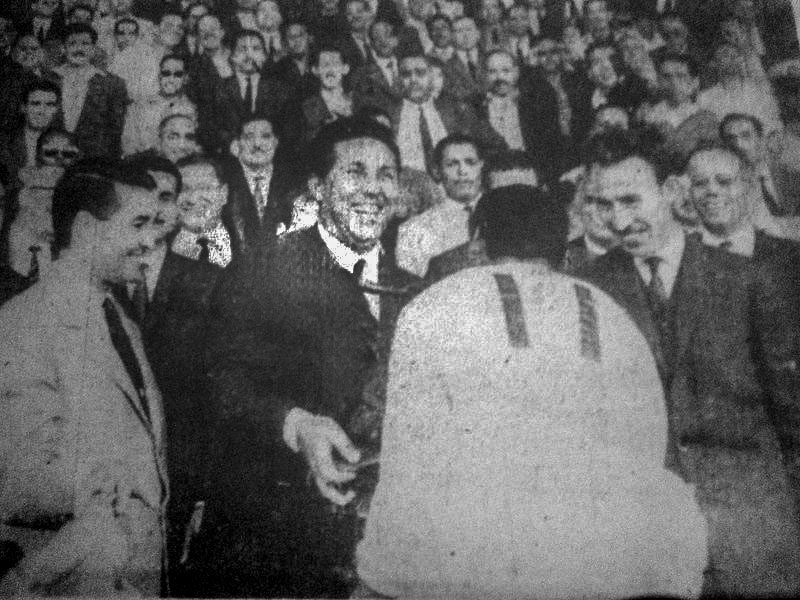
Ben Tifour, entrenador de USM Alger rep de mans del president Ben Bella, el trofeu del primer campionat.

- Supercopa algeriana de futbol:
  - 2013, 2016